# Стара црква Светог Марка у Београду
Стара црква Светог Марка у Београду, мала  Маркова црква или гробљанска капела Светог Марка  посвећена  апостолу и јеванђелисти Марку налазила се у периоду од 1835—1942, на платоу уз северозападни део Ташмајдана (стари каменолом), у склопу, 1826. године основаног тада новог Ташмајданског гробља, пресељеног из Савамале. Изграђена је у доба београдског митрополита Петра Јовановића (1833—1859) и кнеза Милоша Обреновића, 1835-1836. године. За Београд у коме је још увек постојала турска војна посада, и када је данашња београдска Саборна црква била од дрвета, ово је био велики духовни догађај.

## Историјат цркве
Предуслови
Српски део вароши у Београду, након Другог српског устанка простирао се око старе цркве на савској страни београдског гребена, која је постојала на простору данашње Саборне цркве, око које је постојало гробље почетком 19. века у складу са турским гробљима око свих џамија. Овај простор се крајем 1820-их година све више развијао у неколико нивоа: политичком, културолошком, убраном, комуналном и привредном, што је наметало и потребу за трансформацију простора у Савамали и око гробља на Зеленом венцу. Изградњом и урбанизовањем овог дела вароши, постепено су се умножавали његови садржаји и функције, мада је до стицања независности Кнежевине Србије а и надаље остао мање атрактиван простор од суседног Врачара.
У склопу тих урбаних промена настала је идеја о премештању гробља, поред пута, ка Зеленом венцу на далеку периферију поред каменолома Ташмајдан. Премештање гробља на далеку периферију поред каменолома Ташмајдан, није било само потреба за изградњу београдског гребена, и ширег простора Савамале, већ и део политике освајања простора, изван оног на коме су до тада живели Срби. То је код везира изазвало незадовољство и он је протестовао код кнеза Милоша што српска заједница поправља пут до „новопостављеног” гробља код Ташмајдана, и каменолома у близини Цариградског друма. Тако су Срби, схвативши значај овог дела Београд, запосели простор око новооснованог гробља – касније названог Ново или Ташмајданско гробље.
Када је на хумци у близини гробља, прочитан познати Хатишериф из 1830. године, гробље и простор око њега добио је велики симболични значај, за Српски народ и грађане Београд.
Иако је оснивање гробља почело 1826. године, сахрањивање на њему почело је десет година касније, 1836. године, након изградње цркве 1835. године.
Изградња цркве

Стра црква Св. Марка изграђена је као гробљанска капела Светог Марка 1835. године, на темељима још старије палилулске цркве, испред које је био прочитан хатишериф турског султана 1830. године о независности и кнежевском устројству Србије унутар турске царевине, и аманета кнеза Милоша:
Једно здравља ради, а друго добра поретка ради...препоручујем вам да одмах једну капелу у гробљу Београда сазидати дате.
Пре самог подизања храма Светог Марка, по сведочењу савременика, на том месту, брежуљак - могилу, на којем је 1830. године прочитан хатишериф 1930. године,  био је постављен Крст и сеница-шатор где је обављена Света Литургија или литије на Палилули.
Црква је изграђена као заоставштина трговца Лазе Панче, пореклом из Јужне Србије (Македоније), из места Катраница, који је умро  у Београду 1831. године. Он је храм посветио апостолу и јеванђелисти Светом Марку. Чињеница да је кнез Милош лично бринуо о реализацији тог легата указује да су одлуке о лоцирању цркве и гробља биле усклађене с његовим основним концептом урбанистичког развоја српског дела вароши – изван шанца и на простору главних комуникација ка унутрашњости Србије – Цариградског и Крагујевачког друма и Топчидерског пута, пошто је у Топчидеру сместио свој будући политички центар.
Њеном изградњом остварена су два циља, обележено је за Кнежевину Србију историјско место, а Ново Ташмајданско гробље (на коме су прва сахрањивања почела годину дана касније 1836. године) добило је своју гробљанску цркву у којој је могло да се држи опело за покој душе умрлим, пре укопа на Ташмајданском гробљу.
Око 1870. године стара црква Светог Марка имала је две парохије: теразијску са 312 домова и палилулску од 318 домова.
У самој цркви, 1839. године сахрањен је кнежевић Милан Обреновић, најстарији син кнеза Милоша Обреновића, и то  десно од западних врата њених, и прах покојног владике шабачког Гаврила (Поповића) који лежи лево од западних врата у самој цркви. После крвавог династичког мајског преврата 1903. године; у овом храму је сахрањен краљевски брачни пар Краљ Александар И Обреновић и Краљица Драга Обреновић.

## Изглед цркве и градитељ
Према сачуваним документима, црква је у претходно ограђеном простору, била једнобродна грађевима, без куполе са малом припратом и без торња, дуга 21 метар заједно са олтаром, широка 8,80 метара и висока 6,20 метара,  на темељима још старије палилулске цркве. Поред цркве накнадно је изграђен звоник.
Радовима на зидању храма руководио је Хаџи-Никола Живковић из Водена (1792—1870), први велики градитељ у обновљеној Србији и његови мајстори Јања и Никола.
Оштећења настала на храму у Првом светском рату, у току рата санирали су аустријански поробљивачи 1917. године.

## Ризница
Ризница цркве је препа попису из 1836. године располагала следећим богослужбеним предметима:
- антиминс,
- путир са дискосом и звездицом од калаја,
- сребрна ложица,
- гвоздено копље,
- звонце,
- ибрик са легеном и решетком од бакра,
- по четири гвоздена, калајна и ђачка чирака,
- два чирака стаклена,
- три таса од бакра,
- пет дарака,
- свилене наруквице,
- дванаест пешкира и два ђачка стихара,
- осам калајних кандила,
- пет великих икона (једна икона стаклена, три иконе од хартије и на једној икони рука сребрна)

## Девастације, обнова и рушење цркве
У „Годишњаку Техничког факултета Универзитета у Београду“ (1946-1947) Петар Крстић бележи да је црква током аустријске окупације 1917. године поправљена од претходних оштећења, да би почетком Другог светског рата ова богомоља доживела непоправљиву штету. На плочи постављеној 1917. писало је за последње Обреновиће да су погинули од "зликовачке" руке, што је изазивало замерке после рата.

Ова црква је, поред Савиначке, једина имала црквени сабор о својој слави, који се погрешно називао вашар – након црквене славе, „на дневни ред”  би дошли „транго-франго”, „панораме”, „рингишпили”  и друге „шатре”. О слави се носила литија до палилулског „записа", негде „иза Смедеревског Ђерма”, на Ивковићевом имању, што је затим скраћено до Тркалишта, услед промене граница парохија 1909. Вашар је трајао три дана и кажу да би га посетила „бар једна трећина Београђана”.
Пред Други светски рат, када је нова црква Светог Марка била споља углавном готова, није планирано њено рушење, сматрало се да због свог културног и историјског значаја може остати у сенци новог храма.
На Цвети, 13. априла 1941. године, одмах после немачког бомбардовања Београда, пожар дрвене грађе запалио је црквени кров, и уништио је после 107 година постојања. Ипак, том приликом спасен је иконостас са осталим покретним стварима. Годину дана касније, 1942. године, одлучено је да се остаци цркве поруше, пошто се услед тешког оштећења црква није могла обновити. 
Како је у међувремену (1940) освештена новоизграђена црква Светог Марка на само десетак метара северно од ње, надземни остаци цркве, преостали након пожара за време нацистичке окупације уклоњени су а темељи затрпани. Тако је нестало здање једне од најстаријих београдских цркава, која је својевремено преживело бомбардовање Турака 1862. године.
После Другог светског рата, у време комунистичке власти, стара црква никада није обновљена нити је обележено место где је она била, па је тако убрзо изградњом Ташмајданског парка, заборављена њена локација.
Након више од 70 година, након сондирања терена ласерским снимањем 2014. године откривени су подземни остаци цркве и звоника, непосредно уз јужни зид нове цркве Светог Марка. После овог открића, свештенство црква Светог Марка жели да обележи место где је била стара црква, и као једну од идеја наводи могућност да се то уради плочицама које би пратиле линију темеља  стара цркве Светог Марка и њеног звоника.

## Занимљивости
Након што је последњи владар из династије Обреновића, краљ Александар заједно с краљицом Драгом, убијен у атентату 1903. године, њихови посмртни остаци сахрањени су тајно, под окриљем ноћи, у старој Цркви Светог Марка на Ташмајдану.
Након што је донета одлука да се стара црква Светог Марка на Ташмајдану, која је оштећена у априлском рату сруши, београдска власт је, усред рата, имала непријатан задатак да премести посмртне остатке брачног пара Обреновић из ове цркве, али и још неколико њихових преминулих сродника, као и неколико епископа и митрополита који су већ деценијама почивали у овом храму. Селидбу је ваљало обавити тако што су кости пренете у крипте „велике“ Цркве Светог Марка, где и данас почивају.

Одлуком архијерејске власти, тада је направљен и врло прецизан записник о том догађају, који је у поседу свештеника Цркве Светог Марка. У записнику пише како се, пре него што је комисија приступила откопавању гробова, пријавила госпођа Милица, удовица почившег Ђоке Трифковића, бившег дворског лимара, и изјавила: 
Мој муж, покојни Ђока, извршио је лемљење сандука почившег краља Александра и краљице Драге и том приликом видео је да су у сандуцима заиста били лешеви краљевског пара. Он је такође видео да је покојни краљ сахрањен у фраку, а краљица у ружичастој свиленој хаљини.
 Ово је било битно за чланове комисије, јер, како су забележили, 
...постоји раширена верзија да краљ и краљица нису уопште сахрањени у Цркви Светог Марка, него да су сандуци, њима намењени, били празни.
 Потом се комисија посебно посвећује гробовима краља и краљице, изнад чије гробнице стоји натпис: 
„Овде почивају у миру Божјем Нјегово Величанство Краљ Србије Александар Обреновић и Нјено Величанство Краљица Драга Обреновић, који погинуше од зликовачке руке 29. маја 1903. године...и узгред наводи..споменик подижу 1917. године аустријске власти током окупације Београда у Првом светском рату.
 Извештај комисије касније описује 
како је свих девет лимених сандука са краљевском породицом и црквеним високодостојанственицима било залемљено и пренето у крипте Цркве Светог Марка. Све је обављено уз дужан пијетет и поштовање а сваки сандук је додатно обележен посебном, месинганом плочицом, како би потврдио идентитет покојника.